# Chantillac
Chantillac – miejscowość i gmina we Francji, w regionie Nowa Akwitania, w departamencie Charente.
Według danych na rok 1990 gminę zamieszkiwało 319 osób, a gęstość zaludnienia wynosiła 18 osób/km² (wśród 1467 gmin regionu Poitou-Charentes Chantillac plasuje się na 698. miejscu pod względem liczby ludności, natomiast pod względem powierzchni na miejscu 475.).